# Герасим Кондратьєв
Гера́сим Кондра́тьєв (Гарасим Кондратевич) (?—†1701) — український політичний та військовий діяч, один з засновників м. Суми, полковник Сумського козацького полку, дворянин. Засновник Роду Кондратьєвих.

## Біографія
Герасим Кондратьєв походив з містечка Ставище Білоцерківського полку. Батька звали Кіндратом, звідси й походило ім'я Герасим Кіндратович. Прізвище Кондратьєв виникло в другій половині 17 сторіччя, внаслідок політики царського уряду переписувати козацькі імена на московський лад. 
Після поразки в Берестецькій битві 1651 і каральних акцій війська Речі Посполитої у Правобережній Україні став ініціатором переселення в 1652 році сотні козацьких сімей у Слобідську Україну. Був засновником і осадчим м. Суми, його першим городовим отаманом (1652—58), пізніше — першим сумським полковником.
Відіграв значну роль в освоєнні та заселенні Сумщини, заснував кілька її населених пунктів. 

Герб роду Кондратьєвих. Загальний Гербовник дворянських родів Російської імперії

1668 підтримав гетьмана П.Дорошенка, але після укладення останнім союзу з Османською імперією розірвав стосунки з ним.
В тому ж році трапилось повстання цареборисівців які перейшли на сторону Брюховецького. Тому Герасима разом з іншим слобідським полковником послали до чугуївського воєводи які об'єднаним військом розбили бунтівників. Після цього Герасиму були даровані великі подарунки від царя Олексія. Через рік у 1669 року при роздачі дарів слобідським полковникам дарів за вірність Герасиму була "пожалувавна особлива милість".
1669 року будучи дуже впливовою людиною і полковником найбільш значимого полку Слобідської України претендував на гетьманську булаву, але програв у боротьбі за неї Дем'яну Многогрішному.
Під час протиборства І.Самойловича та П.Дорошенка підтримував першого, оволодів Медведівкою (нині село Чигиринського р-ну), Жаботином (нині село Кам’янського р-ну), Суботовим (1674), брав участь у облозі Чигирина (берез. 1674), пізніше — його обороні від військ Осман. імперії (1677, 1678), у Кримських походах 1687 і 1689 . Під час походу 1678 помер його старший Іван через отримані поранення в битві. Тому він в 1678 побудував церкву Іоана Богослова у селі Низи.
1687 року «за служби, походи і рани» отримав дворянський титул за Московським Дворянським списком.
Заснував два монастирі під Сумами (Успіння Пресвятої Богородиці 1658 року будівництва, та жіночий монастир св. Іоанна Предтечі 1687 року будівництва, освячений 1691 року), сприяв будівництву Спасо-Преображенського собору в Сумах. Мав чотирьох синів — Григорія, Романа, Андрія, Івана, останні два були сумськими полковниками , а син Андрій закріпив владу над землями роду для його нащадків.
Заслужений авторитет серед високих урядовців та майже необмежена влада дали змогу Кондратьєву зробити сумське полковництво фактично спадковим: зі 106 років офіційного існування Сумського слобідського козацького полку (1659-1765), його рід урядував протягом 81-го, при чому безперервно протягом 1659-1728. 
1800 року герб роду Кондратьєвих був вписаний в Загальний гербовник дворянських родів Російської імперії.

## Вшанування пам'яті
- 31 липня 2013 року у Сумах з'явилася Вулиця Герасима Кондратьєва (колишня Кірова)
- При сумській гімназії №1 створено Музей Герасима Кондратьєва[3].